# Хокер хупу
Хокер хупу (енгл. Hawker Hoopoe) је ловачки авион направљен у Уједињеном Краљевству. Авион је први пут полетео 1928. године. 

## Наоружање
| Наоружање авиона: Хокер хупу   |          |
| Ватрено (стрељачко) наоружање  |          |
| Топ                            |          |
| Митраљез                       |          |
| Број и ознака митраљеза        | 2        |
| Калибар                        | 7,7      |
| Бомбардерско наоружање (бомбе) |          |
| Укупна маса                    | до 36 кг |
| Број тачака за подвешавање     | 4        |
| Ракетно наоружање (ракете)     |          |